# Parlamentsvalget i Portugal marts 1870
Parlamentsvalget i Portugal marts 1870 blev afholdt det år den 13. marts.

## Partier
- Regering:
  - Reformistas
  - Regeneradores
- Opposition:
  - Históricos

## Resultater
| Parti         | Stemmer | % | Mandater |
| ------------- | ------- | - | -------- |
| Históricos    |         |   | 75       |
| Reformistas   |         |   | 15       |
| Regeneradores |         |   | 14       |
| Total         |         |   | 107      |
| Kilde:        |         |   |          |